# Windows Media Audio
Windows Media Audio (WMA) er et proprietært lydcodec til komprimering af lyd. WMA-lyd er oftest pakket i en ASF-container.
WMA-formatet genkendes ved sin filendelse .wma.
Der findes flere versioner af WMA-codecet:
Windows Media Audio 2 fra 1999, Windows Media Audio 7 fra 2000, Windows Media Audio 8 fra 2001, og Windows Media Audio 9 fra 2003.
Alle disse versioner er med tab, da man på den måde kan komprimere lyden meget mere. Der findes også en tabsfri WMA-version med navnet WMA Lossless.